# Гуселское сельское поселение
Гусе́лское се́льское поселе́ние — муниципальное образование в составе Камышинского района Волгоградской области.
Административный центр — село Гуселка.

## История
Гуселское сельское поселение образовано 5 марта 2005 года в соответствии с Законом Волгоградской области № 1022-ОД.

## Население
| 2010 | 2012 | 2013 | 2014 | 2015 | 2016 | 2017 |
| ---- | ---- | ---- | ---- | ---- | ---- | ---- |
| 332  | ↘309 | ↘288 | ↘277 | ↗278 | ↘264 | ↘255 |
| 2018 | 2019 | 2020 | 2021 |      |      |      |
| ↗269 | ↗292 | ↘279 | →279 |      |      |      |

## Состав сельского поселения
| № | Населённый пункт | Тип населённого пункта       | Население |
| - | ---------------- | ---------------------------- | --------- |
| 1 | Гуселка          | село, административный центр | →279      |

## Местное самоуправление
Главы сельского поселения
- Густомясов Евгений Николаевич
- Сенюшкина Лариса Владимировна
- с 2016 года Проскуряков Николай Николаевич[13]